# 圣兰
圣兰（法語：Saint-Lin，法語發音：[sɛ̃ lɛ̃]）是法国德塞夫勒省的一个市镇，属于帕尔特奈区。

## 地理
圣兰（46°31'40"N, 0°14'28"W）面积11.21 平方千米，位于法国新阿基坦大区德塞夫勒省，该省份为法国西部内陆省份，北起曼恩-卢瓦尔省，西接旺代省，南至夏朗德省和滨海夏朗德省，东临维埃纳省。
与圣兰接壤的市镇（或旧市镇、城区）包括：博略苏帕尔特奈、克拉韦、雷法讷、圣乔治德努瓦内、韦吕、武埃。

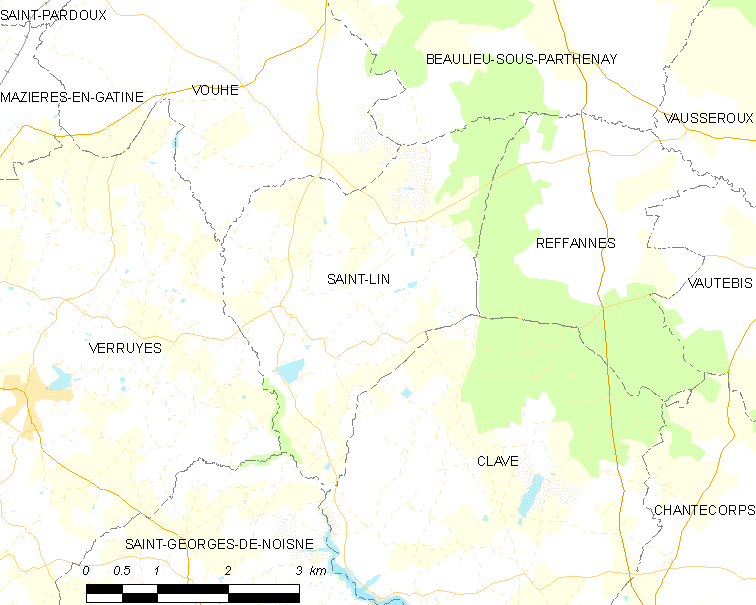
圣兰的OSM定位图

圣兰的时区为UTC+01:00、UTC+02:00（夏令时）。

## 行政
圣兰的邮政编码为79420，INSEE市镇编码为79267。

## 政治
圣兰所属的省级选区为拉加蒂讷县。

## 人口

1962-2008年间圣兰人口变化图示

圣兰于2022年1月1日时的人口数量为305人。